# Arthur Usenius
Arthur Fredrik Usenius, född 7 september 1888 i Helsingfors, död 29 september 1937 i Leningrad, var en finländsk politiker. 
Usenius utbildade sig till elmontör och arbetade fram till 1910 på ett kraftverk i Helsingfors och 1910–1912 i USA. Han anslöt sig till Finlands svenska arbetarförbund och socialdemokratiska partiet, var 1907 chefredaktör för tidningen Arbetaren och invaldes i Finlands lantdag 1917; härbärgerade detta år Vladimir Lenin i sin bostad i Helsingfors. Usenius sändes i januari 1918 till Stockholm och anslöt sig till Finlands kommunistiska parti i den svenska huvudstaden. I december 1920 begav han sig till Moskva samt våren 1921 till Petrozavodsk, där han innehade olika befattningar, bland annat posten som folkkommissarie för lätt industri. Han fängslades 1935 anklagad för kontrarevolutionär nationalistisk verksamhet och arkebuserades.